# Геологія Луганської області
Територія Луганської області включає три геоструктурні елементи, які визначають тектонічне районування України — Воронезький кристалічний масив на півночі, Донецька складчаста споруда на півдні, та Дніпровсько-Донецьку западину між ними. Найкращими ілюстраціями геологічної історії області є пам'ятки природи Луганської області.

## Геологічна історія
У геологічній будові території області беруть участь відклади докембрію, девону, карбону, пермі, тріасу, юри, крейди, палеогену, неогену та антропогену.

### Докембрій
Найдавніший шар гірських порід в області представлений докембрійськими відкладами, які утворюють кристалічний фундамент і знаходяться на значній глибині (6-8 км). Ця товща представлена комплексом вивержених і метаморфізованих порід — гранітів, гнейсів і кристалічних сланців.

### Кайнозой

#### Четвертинні зледеніння
Четвертинна система поширена повсюдно. Представлена переважно лесами і лесовидними суглинками, присутні й елювіальні відклади. У долинах річок і балок присутні алювіальні і делювіальні відклади, еолові піски.